# -1
Trong toán học, −1 (còn được gọi là âm một) là số nghịch đảo cộng của 1, tức là số mà khi cộng vào 1 sẽ cho ra kết quả (tổng) là 0. Nó là số nguyên âm lớn hơn âm hai (−2) và nhỏ hơn 0. -1 là số âm tự nhiên lớn nhất.
-1 có một số có tính chất của số 1 nhưng nó cũng có các đặc điểm khác (có thể hình dung như nó là một chữ số trái nghĩa với 1).

## Tính chất đại số
Khi nhân một số với −1, việc đó tương đương như đổi dấu của số đó - nghĩa là, với bất kỳ x ta có (−1) ⋅ x = −x. Điều này có thể chứng minh bằng cách sử dụng thuộc tính phân phối và lấy tiên đề 1 là phân tử đơn vị của phép nhân:
x + (−1) ⋅ x = 1 ⋅ x + (−1) ⋅ x = (1 + (−1)) ⋅ x = 0 ⋅ x = 0.
Vì bất kỳ số nào nhân với 0 luôn bằng 0,  ta có:

0, 1, −1, i, và -i trong mặt phẳng phức

0 ⋅ x = (0 + 0) ⋅ x = 0 ⋅ x + 0 ⋅ x.
Viết 2 phương trình gọn lại ta có:
x + (−1) ⋅ x = 0,
vì vậy (−1) ⋅ x là nghịch đảo cộng của x, tức là (−1) ⋅ x = −x.

### Bình phương của −1
Bình phương của -1, tức là -1 nhân với -1, bằng 1. Suy ra, tích của hai số âm là một số dương.
Để chứng minh kết quả này, ta có đẳng thức sau:
0 = −1 ⋅ 0 = −1 ⋅ [1 + (−1)].
Đẳng thức đầu tiên tuân theo kết quả trên và đẳng thức thứ hai dùng định nghĩa của −1 là phép cộng nghịch đảo của 1, có nghĩa là số cộng vào 1 sẽ cho số 0. Từ luật phân phối, ta có:
0 = −1 ⋅ [1 + (−1)] = −1 ⋅ 1 + (−1) ⋅ (−1) = −1 + (−1) ⋅ (−1).
Đẳng thức thứ ba xuất phát từ thực tế rằng 1 là một phần tử đơn vị của phép nhân. Khi thêm 1 vào cả hai vế của hai phương trình trên, ta có:
(−1) ⋅ (−1) = 1.
Chứng minh này cũng đúng trong tất cả các vành, một khái niệm của đại số trừu tượng tổng quát hóa số nguyên và số thực.

### Căn bậc hai của −1
Tuy ta không có căn bậc hai thực của −1, số phức i thỏa mãn đẳng thức i2 = −1, nên do đó số i có thể được coi là căn bậc hai của −1. Số phức còn lại có bình phương là −1 là - i vì ta chỉ có hai căn bậc hai của bất kỳ số phức khác 0, tuân theo định lý cơ bản của đại số.

## Luỹ thừa và số nguyên âm
Tính chất luỹ thừa của một số thực khác 0 có thể được mở rộng sang miền nguyên âm. Định nghĩa x−1 = 1/x có nghĩa ta xác định việc lũy thừa một số với −1 tương tự như lấy nghịch đảo của số đó. Định nghĩa này sau đó được mở rộng cho các số nguyên âm, bảo toàn luật hàm số mũ xaxb = x(a + b) cho các số thực a và b.
Luỹ thừa với các số nguyên âm có thể được mở rộng sang các phần tử nghịch đảo của một vành, bằng cách định nghĩa x−1 là nghịch đảo nhân của x.
A −1 xuất hiện dưới dạng chỉ số trên của một hàm không phải là lấy nghịch đảo theo cùng chiều của hàm đó, mà là hàm ngược của hàm. Ví dụ, sin−1(x) là ký hiệu của hàm arcsine và nói chung f −1(x) biểu thị hàm ngược của f(x). Khi một tập hợp con của tập hợp đích được định nghĩa với một hàm nào đó, nó là ảnh đó tập hợp con dưới hàm.

## Sử dụng
- Trong ngành phát triển phần mềm, −1 là giá trị ban đầu chung cho các số nguyên và cũng được sử dụng để chỉ ra rằng một biến không chứa thông tin hữu ích.
- Âm một có mặt trong đồng nhất thức Euler vì eiπ = −1 .